# 9904 Мауратомбеллі
9904 Мауратомбеллі (9904 Mauratombelli) — астероїд головного поясу, відкритий 29 липня 1997 року.
Тіссеранів параметр щодо Юпітера — 3,312.